# 名古屋市立徳重小学校
名古屋市立徳重小学校（なごやしりつ とくしげしょうがっこう）は、愛知県名古屋市緑区徳重にある公立小学校。

## 概要
- 黒沢台五丁目の一部、鶴が沢一丁目、鶴が沢二丁目、鶴が沢三丁目の一部、徳重一丁目、徳重二丁目、徳重三丁目、徳重四丁目、徳重五丁目、鳴海町（神ノ倉の一部、笹塚の一部、横吹の一部）、乗鞍二丁目の一部、元徳重一丁目、元徳重二丁目などが通学区域であり、公立中学校の進学先は名古屋市立扇台中学校である[1][2]。

## 沿革
- 1988年（昭和63年）4月 - 名古屋市立鳴海東部小学校から分離し、開校する。開校時の児童数は301名。
- 2008年（平成20年）4月 - 名古屋市立熊の前小学校を分離する。

## 交通アクセス
- 名古屋市営地下鉄桜通線「徳重駅」下車、徒歩約13分。
- 名古屋市営バス【原12号系統】、【徳重巡回系統】「徳重小学校」バス停より徒歩約5分。

## 周辺施設
- 名古屋市立扇台中学校
- 名古屋市立鳴海東部小学校
- 名古屋市立常安小学校
- 通曲公園
- 梨の木公園
- みどりが丘公園
- ヒルズウォーク徳重ガーデンズ
- アピタ緑店
- ユメリア徳重
  - 名古屋市緑区役所徳重支所
  - 緑保健センター徳重分室
  - 徳重地区会館
  - 名古屋市徳重図書館